# San Marcos (municipi de Guatemala)
San Marcos és la capital municipal i del departament homònim a Guatemala. El municipi té una població de 48.913 habitants segons el cens de l'any 2010 amb una densitat de 404 persones per quilòmetre quadrat. Aquest territori és a una altitud de 2.398 msnm. Des del 2011 l'alcalde és Carlos Barrios Sacher

## Geografia
San Marcos està completament envoltat per municipis del departament de San Marcos. San Marcos té clima temperat (Köppen: Cwb). El municipi de San Marcos posseeix una ciutat, una colònia residencial i setze llogarets (aldeas).
| Zona urbana | Llista |
| ----------- | --- |
| Ciutat      | Ciutat de Sant Marcos, la qual està dividida en vuit cantons" - San Francisco - Santo Domingo - San Nicolás - San Ramón - Santa Isabel - San Antonio - Santa Rosalía - Guadalupe                                                                  |
| Colònia     | Colonia Justo Rufino Barrios |
| Llogarets   | - Agua Caliente Grande - Barranca de Gálvez - El Bojonal - El Canaque - E Recreo - El Rincón - El Rodeo - La Federación - Ixtajel - Las Lagunas - San José Las Islas - San Sebastián - Serchil - San Rafael Soche - Caxaque - Santa Lucia Ixcamal |

## Història
El poblat va ser fundat per un contingent manat pel Capità Juan de León Cardona el 25 d'abril de 1533.
El 1752 els veïns de la localitat van sol·licitar la instal·lació d'un Ajuntament Municipal, sent presidida l'any següent per Sebastián de Barrios.

### Revolució quetzalteca del 1897

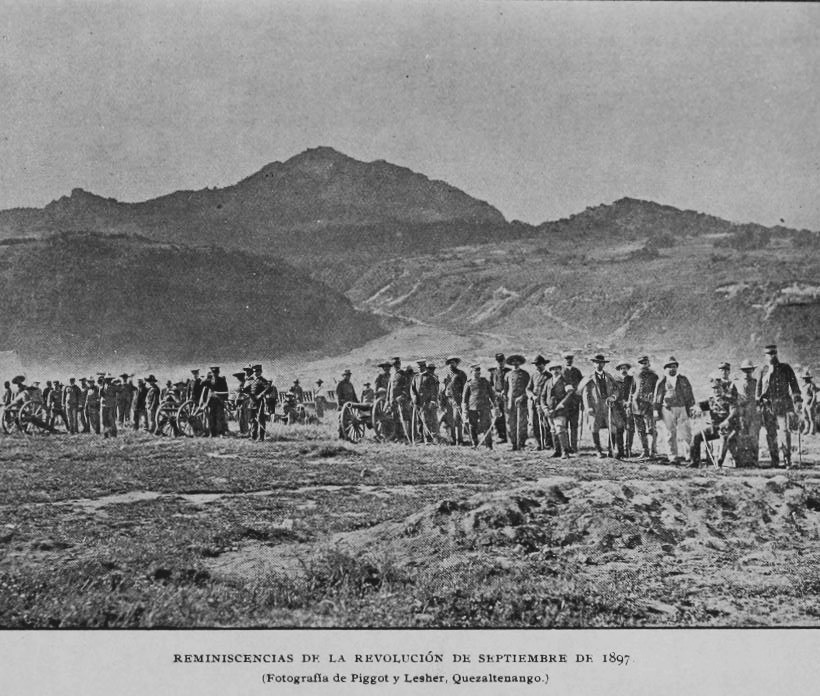
Brigada del general García León als camps de Totonicapán. Exèrcit lleial al president Reina Barrios

El setembre del 1897, després del fracàs de l'Exposició Centreamericana i la greu crisi econòmica que afrontava Guatemala després de la caiguda del preu internacional del cafè i de la plata, després que el govern havia endegat la construcció simultània del ferrocarril interoceànic i de monuments i edificis oficials luxosos a la Ciutat de Guatemala, els quetzaltecos es van manifestar en contra de la decisió del president José María Reina Barrios d'estendre el seu mandat, ja que violava la Constitució de la República i a més existia un descontentament generalitzat al país pel balafiament que el govern havia fet. En aquell temps no existia encara el Canal de Panamà -que s'anava a començar a construir fins 1903- i la idea de Reina Barrios havia estat posar tots els seus esforços a promocionar aquest ferrocarril mitjançant l'Exposició Centreamericana de 1897; desafortunadament, el ferrocarril no va ser conclòs a temps i l'exposició va ser un rotund fracàs que va fer fallida l'economia del país, i va obligar el president a prendre mesures d'austeritat, com tancar les escoles públiques.
Un grup de revolucionaris, entre els quals hi havia l'antic ministre de Reina Barrios, Próspero Morales, va prendre les armes amb la finalitat d'apoderar-se de diverses institucions i evitar que el governant seguís en el poder. El 7 de setembre, dia en què va esclatar la revolució, els revoltats van avançar contra San Marcos on van prendre la caserna militar, la presó, les oficines de rendes i les de telègrafs. El 15 de setembre les forces revolucionàries van proclamar la seva victòria sobre les forces militars de Reina Barrios i les autoritats quetzalteques desconeixen al govern del president; posteriorment els revolucionaris van prendre Ocós, Colomba i Coatepeque, però el 4 d'octubre l'exèrcit contraatacà i recuperà el control acabant amb a la revolució. El 23 d'octubre de 1897, després dels esdeveniments bèl·lics, San Pedro Sacatepéquez va passar a ser la capital del departament de San Marcos.

### Erupció del Santa María
El 25 d'octubre de 1902 el poble va ser destruït per l'erupció del Volcà Santa María, volcà que havia estat inactiu per almenys mig mil·lenni i possiblement diversos milers d'anys, però el seu despertar va ser clarament indicat per un eixam sísmic a la regió que va començar el gener del 1902 i un fort terratrèmol que va destruir la ciutat de Quetzaltenango el 18 d'abril de 1902. L'erupció va començar el 24 d'octubre i les explosions més grans van ocórrer durant els següents dos dies, expulsant aproximadament 5,5 km³ de magma, sent una de les majors del segle xx. Per la poca activitat prèvia al Santa María els habitants locals no van reconèixer la sismicitat precedent com un signe d'avís d'una erupció. Almenys cinc mil persones van morir com a resultat de la pròpia erupció, i un posterior brot epidèmic de malària va matar molta gent més.
L'erupció del volcà expulsà una columna de material que va arribar als 28 quilòmetres d'altura i va formar un núvol fosc que va cobrir la llum del sol diversos dies. L'erupció durà 36 hores i va formar un gran cràter al franc sud-oest de la muntanya, formant el volcà Santiaguito.

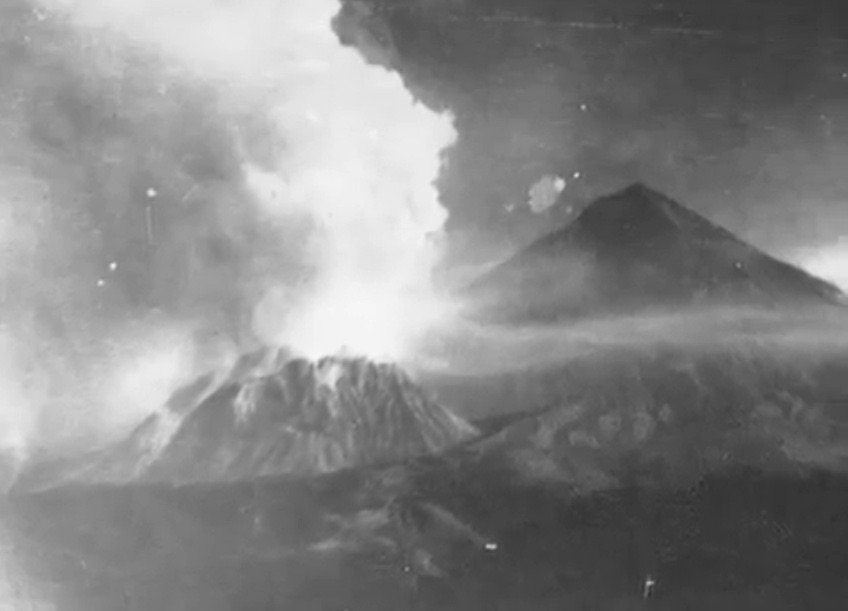
Erupció del Volcà Santa María del 1902 que va destruir el poblat

Enmig de la commoció, la Prefectura Política i la Corporació Municipal es van encarregar d'organitzar els recursos immediats per a socórrer a les víctimes, organitzar l'ajuda provinent dels veïns que la podien proporcionar i gestionar-la al govern de la capital. A la ciutat de Guatemala el President Manuel Estrada Cabrera i el seu gabinet estaven ocupats en l'organització de les Fiestas Minervales. La seva resposta davant la catàstrofe va ser disminuir-la i en el pitjor del cas, tractar de silenciar-la evitant que la premsa divulgués les dimensions de la catàstrofe a la regió occidental del país. 
La resposta oficial del govern central davant les autoritats quezalteques va ser de declarar no disponibilitat de fons públics, ja que recentment s'havien emprat en l'ajuda per a aquesta mateixa ciutat, per als damnificats pels terratrèmols del mes d'abril, per la qual cosa era impossible atendre a la petició. En tals circumstàncies l'alcalde de la ciutat, en sessió extraordinària, va informar a tots els membres del consell que arran de l'erupció les pastures i sembrats de la “la zona d'occident de la República” es van arruïnar, essent previsible l'escassetat d'aliments, afectant aquesta situació especialment a les persones amb escassos recursos. Per això la corporació municipal va decidir que s'invertissin dos-cents pesos en la compra d'aliments per a ser repartits entre els més necessitats. Així mateix el bestiar de les hisendes estava perint. Van començar a reportar-se pèrdues, no solament per la desaparició dels ramats, sinó també per la falta de bestiar per a l'abastiment de les carnisseries de la ciutat. Davant l'escassetat d'aliments a la regió el consell municipal va prendre la decisió de sol·licitar al govern central –la qual va ser aprovada– l'autorització per importar lliure de gravamen dos mil quintars de farina fins a arribar a completar deu mil, durant els mesos següents.
La població va ser afectada de diverses maneres: Per als indígenes va ser veritablement catastròfica, no solament perquè van perdre parents i amics, les seves cases i collites, sinó a més van ser obligats a treballar en les labors de reconstrucció. Per la seva banda, els terratinents van veure l'oportunitat de rescabalar-se dels danys obtenint altres terres i així ho van sol·licitar al president Estrada Cabrera, qui els va donar terrenys a San Miguel Uspantán al Quiché i a Panam a Suchitepéquez i Sololá, terres que fins llavors havien estat comunitàries dels indígenes de la regió.

### Canvis administratius
El 16 de desembre de 1935, el govern del general Jorge Ubico va annexar a la població de San Pedro Sacatepéquez, formant un sol municipi al que s'anomenà La Unión San Marcos, considerant-se que era important efectuar aquest acord per ser d'utilitat i necessitat pública. No obstant això, La Unión San Marcos va ser suprimit el 20 de juliol de 1945, un any després de la renúncia d'Ubico, i es van tornar a establir els municipis de San Pedro Sacatepéquez i de San Marcos, passant aquest últim a ser novament la capital del departament.
A inicis de la tercera dècada del segle XX les ciutats de San Pedro Sacatepéquez i de San Marcos es proveïen del fluid elèctric utilitzant una planta d'energia elèctrica sobre el riu Nahuatla, amb una capacitat de 84kw. L'estructura organitzativa de l'Empresa Elèctrica local (EE) estava integrada per un Comitè Administratiu, un gerent, tresorer, maquinistes i peons. A mitjans de la dècada de 1930 va sorgir la iniciativa per part del gerent alemany, Walter Fox, d'establir una segona planta d'energia elèctrica; no obstant això, Fox es va retirar de l'empresa deixant inconclusa la instal·lació de la segona planta. El comitè d'administració va nomenar un nou gerent, el també alemany Erwin Bhir, qui residia a la ciutat de Quetzaltenango qui es va comprometre a finalitzar la instal·lació, planta amb una capacitat de 125kw. La planta entrà en funcionament a principis de la dècada de 1940 i prestava serveis únicament durant la nit, però la seva capacitat no era suficient per cobrir la demanda de San Pedro i San Marcos.

### Narcotràfic

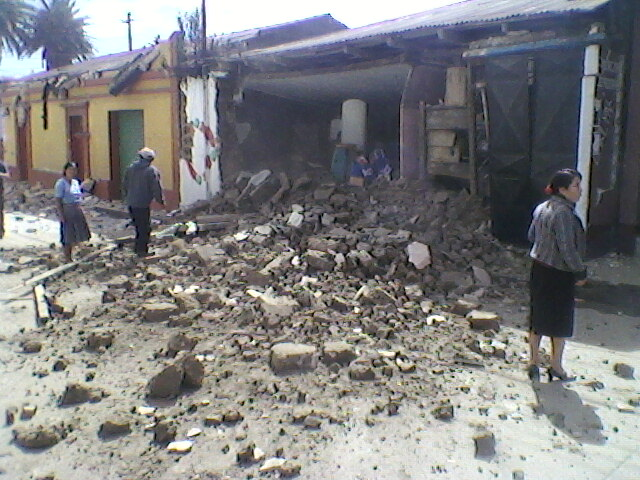
Efectes del terratrèmol del 2012

Juan Alberto Ortiz López, àlies «Chamalé» o el «Hermano Juanito», era un conegut terratinent de San Marcos que hauria fet de vincle directe amb Joaquín Archivaldo Guzmán Loera i el Cartel de Sinaloa a Guatemala.
Al desembre de 2010 el diari guatemalenc elPeriódico va publicar una recerca basada en informació que li va proporcionar la Secretaria d'Intel·ligència Estratègica de l'Estat (SIE), en la qual explicava que Ortiz i Guzmán operaven junts i controlaven el departament de San Marcos i els municipis fronterers, des d'on haurien sortit de Guatemala carregaments de droga per ser transportada a Mèxic i després als Estats Units.
Mauro Salomón Ramírez Barrios, empresonat des de l'1 d'octubre de 2010, suposadament estava sota el comandament d'Ortiz, però va tractar d'apoderar-se del seu territori, la qual cosa va provocar una forta enemistat entre tots dos capos; de fet, una intercepció telefònica va determinar que Ortiz buscava matar a Salomón mentre estava a la presó i aquest, en escoltar-la, va donar detalls de la vida amorosa de Chamalé, la qual cosa va permetre situar les seves parelles.
Als últims mesos abans de la seva captura a Guatemala, Ortiz ja no utilitzava els trenta guardaespatlles que l'acompanyaven regularment, reduint la seva protecció a solament tres o quatre homes. Així mateix, va adquirir propietats a Guatemala i Mèxic, incloent finques ramaderes i dedicades a la palma africana, Una de les seves últimes aparicions públiques va ser a l'abril de 2009 durant la fira de la capital departamental de San Marcos. En aquesta ocasió va participar en una desfilada hípica amb alguns exemplars.
Ortiz López també va ser propietari d'una empresa de cable a Malacatán, pastor de la seva església evangèlica en una de les seves finques del mateix municipi, i tenia registrats més de deu habitatges al seu nom entre Coatepeque Quetzaltenango (departament) i Ayutla Tecún Umán i Malacatán.
El 8 de juliol de 2015 la jutgessa Virginia Hernández de la Cort del Districte Mitjà de Florida, Estats Units, va condemnar a «Chamalé» a dos-cents seixanta-dos mesos de presó i seixanta més de llibertat condicional per considerar-se-li culpable de vendre, distribuir o emmagatzemar drogues. Segons el plec d'acords entre el Govern dels Estats Units i Chamalé, aquest últim va acceptar que va traficar amb drogues almenys des del 1998 fins al 2011 quan va ser detingut.

## Estadi Marquesa de la Ensenada

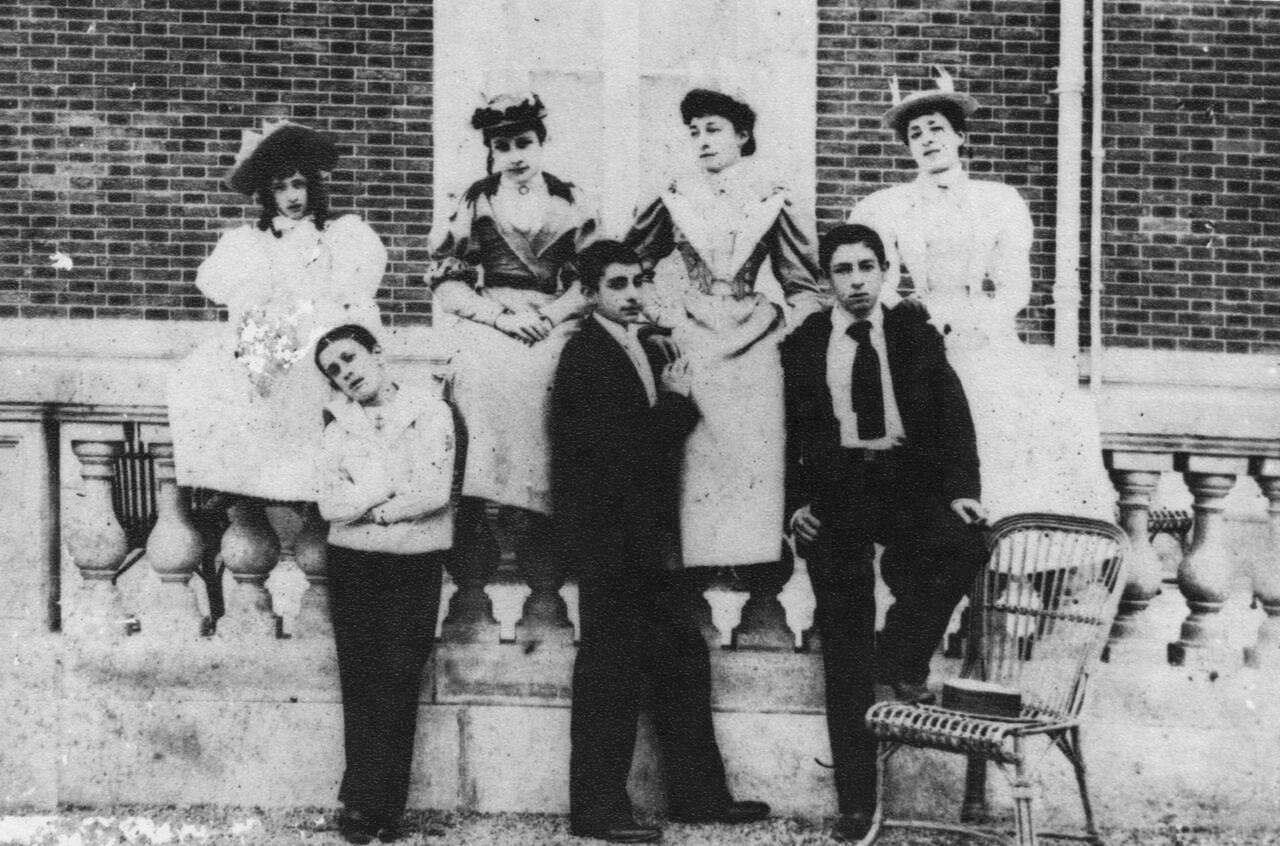
Família Barrios Aparicio, fills del general Justo Rufino Barrios i de Francisco Aparicio. María Josefa, la Marquesa de la Ensenada, està asseguda a la barana, primera d'esquerra a dreta.

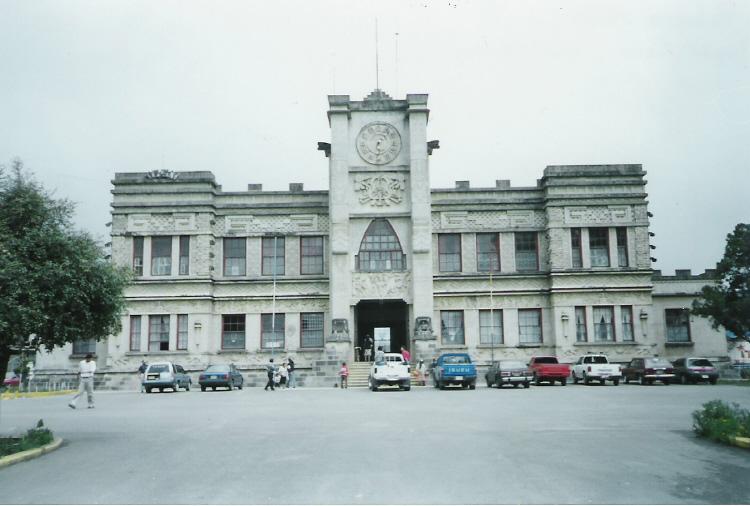
El Palau Maya la joia arquitectònica del municipi

L'estadi de San Marcos, seu de l'equip de futbol del Deportivo Marquense, duu el nom del títol de la tercera filla del general Justo Rufino Barrios -expresident de Guatemala i oriünd del Departament de San Marcos del municipi de San Lorenzo-: Marquesa de la Ensenada. María Josefa Barrios Aparicio de la mateixa manera que les seves germanes, va participar en les tertúlies literàries freqüents a casa seva a Madrid, on es va mudar amb la seva mare després de la mort del general Barrios el 1885 i on eren freqüents les visites de l'aristocràcia espanyola. Es va casar al juny de 1916 amb l'oficial de l'Exèrcit Tomás Terrazas y Azpeitia, marquès de la Ensenada. Terrazas i Azpetia, quart Marquès de la Ensenada, va heretar el títol dels seus avantpassats i va morir el 1923; María Josefa va heretar llavors el títol i va viure 36 anys més, morint l'11 d'abril de 1959. Va ser l'última descendent directa de la família Barrios Aparicio; a més del títol de marquesa de la Ensenada, va rebre el de quarta marquesa de Vista Bella, quan va succeir a la seva germana gran, Elena, després de les mort d'aquesta.
L'estadi Marquesa de la Ensenada va ser inaugurat el 22 d'abril de 1963; María Josefa Barrios va donar pocs anys abans de morir tres-cents cinquanta mil quetzals per a la seva construcció i la del gimnàs «Aurelio Fallabela»; el recinte té capacitat per a unes deu mil persones i es va planificar durant el mandat de l'alcalde Alejandro De León. La gespa es dugué de la finca Merceditas, a San Rafael Pie de la Cuesta, propietat del cap edil, recorda Héctor De León, fill de l'antic cap municipal i per a la inauguració va ser convidat a jugar El Atlante, del Salvador, i es va disputar un clàssic futbolístic entre els equips de Comunicaciones i Municipal.